# Hurius pisac
Hurius pisac är en spindelart som beskrevs av Galiano 1985. Hurius pisac ingår i släktet Hurius och familjen hoppspindlar. Inga underarter finns listade i Catalogue of Life.